# 란츠크네히트

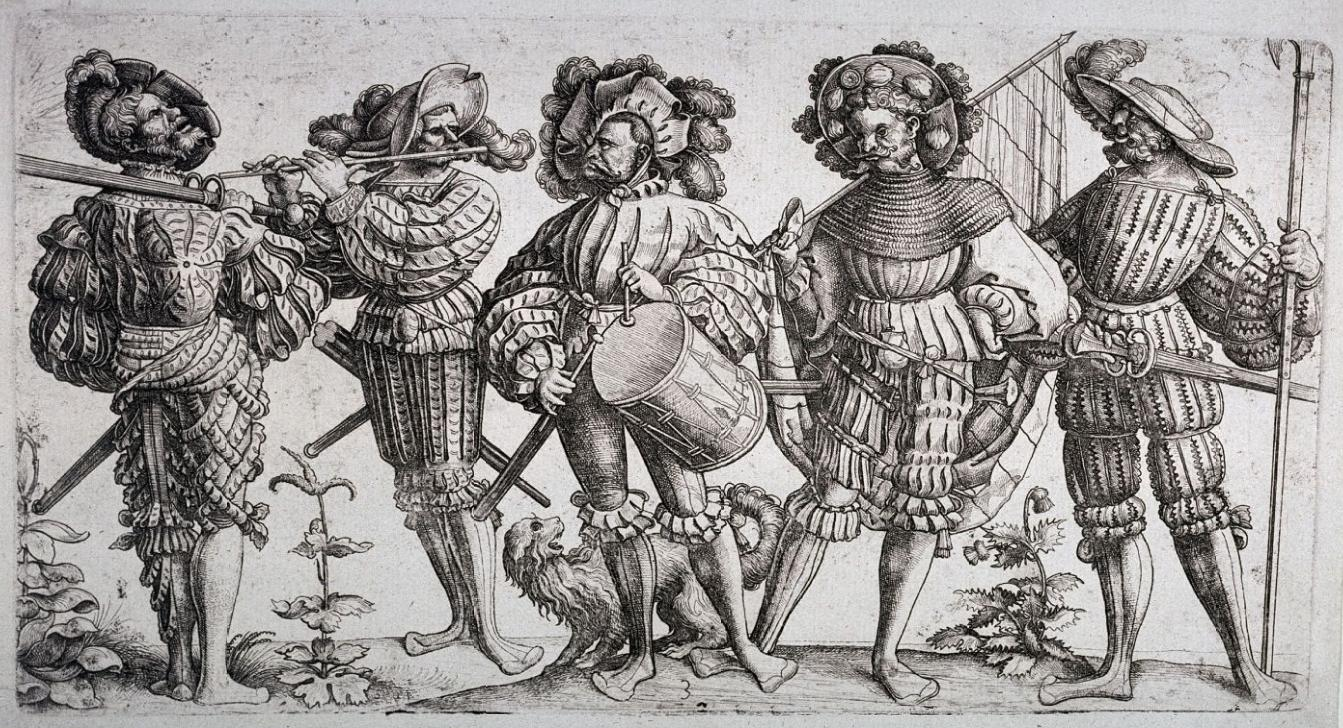
다니엘 호퍼의 동판화에 그려진 란츠크네히트 용병의 모습. 1530년대

란츠크네히트(독일어: Landsknecht)는 15세기 후반부터 16세기 후반까지 유럽, 특히 독일에서 자주 활동했던 파이크를 주무기로 사용했던 용병 보병이다.
슈바벤(Swabia) 부근에서 처음으로 대량으로 나타나기 시작한 이 독일 용병들은 스위스 용병의 전술에 숙달되어 있었으며 이들은 점차 유럽 각지에 진출하기 시작하였다. 비록 이들은 스위스 용병과 같이 가공할 수준은 아니었지만 이들은 더욱 고용하기가 쉬웠으며, 1515년 스위스가 중립을 선포한 뒤로는 스위스 용병들이 왕립 프랑스군에서만 일하게 된 반면, 란츠크네히트들은 돈만 주어진다면 신성 로마 제국 황제의 적에게라도 고용되어 싸웠으며, 심지어는 스위스 용병들도 거부한 전장에서 동포끼리 싸우는 것도 주저하지 않았다. 이들 란츠크네히트들은 처음에는 스위스식의 밝고 화려한 복장을 착용하였지만 얼마 안 가서는 적어도 복장의 화려함만큼은 스위스 용병을 뛰어넘게 되었다.

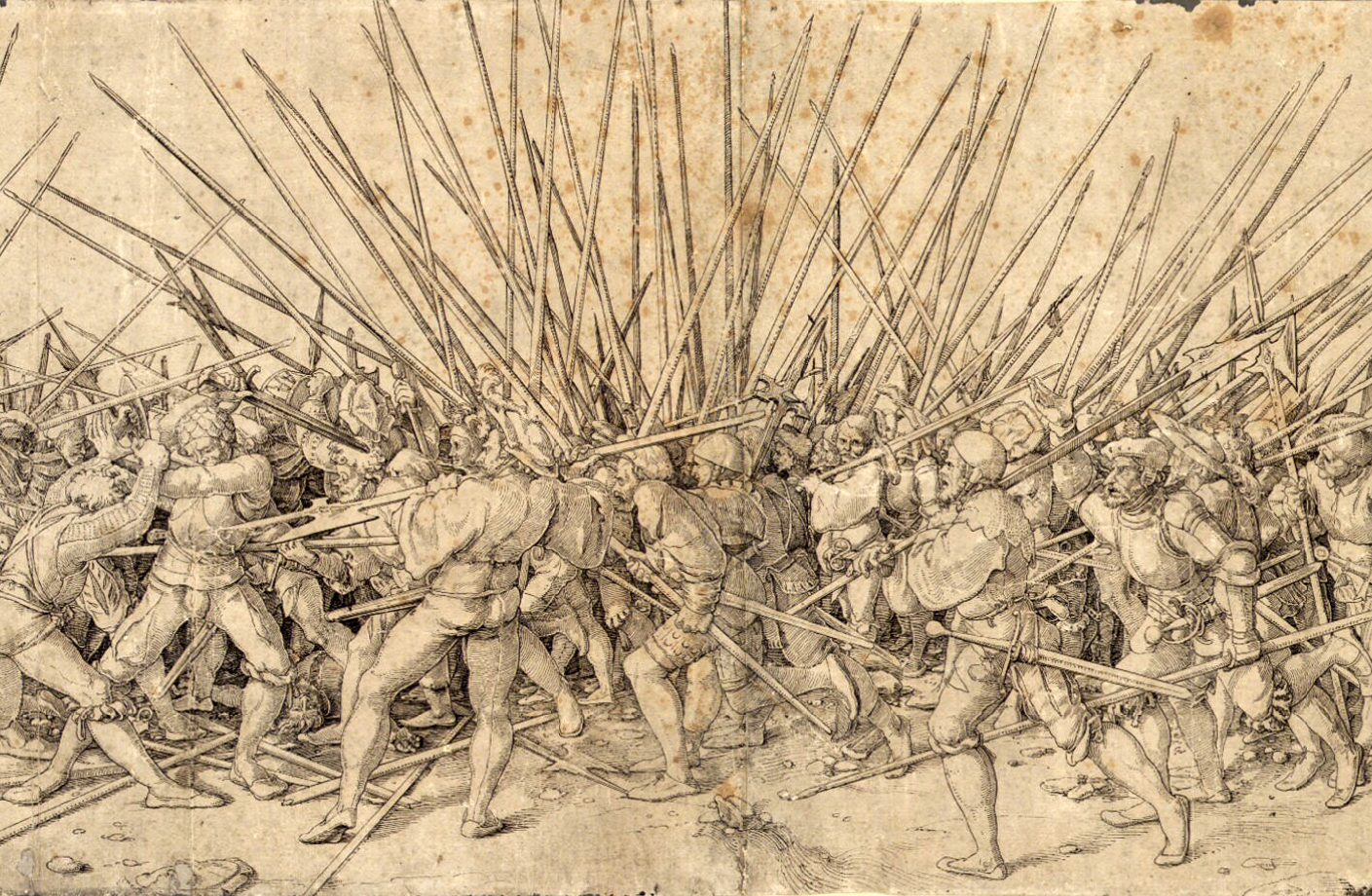
"Bad war"의 모습.

두 용병단은 고용에서 그리고 전장에서 극한의 경쟁상대가 되었다. 이들은 16세기 초 대이탈리아 전쟁(Great Italian Wars)에서 주요 국가의 분쟁기간 서로 자주 적으로 만나게 되었다. 스위스는 보통 "창으로 밀어붙이는 전술"(push of pike)을 사용하였지만 전투 결과는 야만적이고 참혹한 것 그 자체였고, 이탈리아인들은 이를 "나쁜 전쟁"이라고 불렀다. 이 시기의 전문가인 한스 홀바인(Hans Holbein)과 같은 이들은, 거대한 장창을 든 두 종대가 맞닥뜨리는 일은 전투의 큰 소용돌이를 불러일으켰으며 양측에서 무시무시한 수의 사상자들을 낳았다고 증언했다.

## 어원
"란츠크네히트(Landsknecht)"라는 말은 독일어의 "Land(영토)"에 "Knecht(시종)"라는 말이 융합되어 생겨났다고 기록되어 있다. 이 용어를 쓴 사람은 페터 폰 헤겐바흐로, 알프스산맥과 같은 고지대에 비해 저지대인 신성 로마 제국의 병사들을 고지대 출신의 스위스 용병에 대비시키기 위해 사용했다. 1500년대 초에는 이러한 단어 중 "Land"가 랜스를 뜻하는 "Lanze"라는 용어로 잘못 인식되어 "Landzknecht"라는 단어가 널리 사용되기도 했다.
프랑스의 카드 게임인 "랜스(Landser)"의 이름은 바로 란츠크네히트에서 비롯된 것이다.

## 같이 보기
- 자유군단
- 가부키모노